# ウォーレン・ストーム
ウォーレン・ストーム（Warren Storm、本名: ウォーレン・シェクスナイダー（Warren Schexnider）、1937年2月18日 - 2021年9月7日）はアメリカ合衆国のドラマー、歌手であった。リズム・アンド・ブルース、カントリー、ケイジャン、クレオールを融合させた音楽ジャンル、スワンプ・ポップの草分け的存在として知られている。

## 来歴

### 幼少期
1937年2月18日、ルイジアナ州リロイに生まれた。本名ウォーレン・シェクスナイダー。彼は小学校に通うため、近郊のアビーヴィルに転居した。ストームはケイジャン・ミュージックのミュージシャンだった父親からドラムスとギターの手ほどきを受けている。
1950年代初頭にはラリー・ブラッソー・アンド・ザ・リズメイヤーズに加入して音楽活動を開始している。この頃アビーヴィル在住のボビー・チャールズと出会い、2人は黒人のリズム・アンド・ブルース・アーティストをナイトクラブで見るためにニューオーリンズまで足を運ぶようになった。彼らの目当てだったミュージシャンにはファッツ・ドミノ、そしてドラマーのアール・パーマー、チャールズ・"ハングリー"・ウィリアムズらがいた。ニューオーリンズへの旅行はストームの音楽の趣向とドラミングのスタイルに大きな影響を与えた。ストームは自身のドラミングに影響を与えた人物としてウィリアムズの名前を挙げている。

### キャリアのスタート
1956年、ストームは自身のリズム・アンド・ブルース/ロックンロール・グループ、ウィーワウズを結成。1958年にはクロウリーのレコード・プロデューサー、ジェイ・ミラーの下でレコーディングをするようになった。ミラーはナッシュビルのナスコ・レコードに働きかけ、ストームのデビュー・シングルをリリースさせることに成功した。楽曲は古いカントリーの「The Prisoner’s Song」(B面は「Mama Mama Mama (Look What Your Little Boy's Done)」)であった。このシングルはBillboard Hot 100の81位に食い込み、2曲ともストームにとって生涯の定番曲となっている。ストームはまた1950年代から60年代にかけてミラーのセッション・ドラマーとして活動。レイジー・レスター、ライトニン・スリム、ケイティ・ウェブスター、ロンサム・サンダウンといったエクセロ・レコードのアーティストのスワンプ・ブルース・セッションでプレイした。
これに続く数年間で、ストームは様々なレーベルにスワンプ・ポップをレコーディングしている。レコーディングをしたレーベルにはロッコ、ズィン、アメリカン・プレイ－ボーイ、トップ・ランク、ドットなどがあった。1960年代初頭には、彼はスワンプ・ポップ・ミュージシャンのロッド・バーナード、スキップ・スチュワートとザ・ションデルズを結成。1970年ごろにバンドが解散するまでの間、演奏活動を展開し、ラ・ルイジアン・レーベルにレコーディングも行なった。

### 様々なレーベルへのレコーディング
この間、ストームはアトコ、シンシア、ティアドロップ、プレミア、ショータイム、スターフライト、ジンなどのレーベルからリリースを続けた。その中には地元アビーヴィル界隈で愛された「Lord I Need Somebody Bad Tonight」、「My House of Memories」も含まれている。
1980年代、90年代にはストームはいくつかのルイジアナのダンス・クラブでレギュラーのハウス・ミュージシャンとして活躍。1989年には同じ南ルイジアナのミュージシャンであるルーファス・ティボドー、ジョニー・アラン、クリント・ウェストとともにLP『Cajun Born』をレコーディングし、ラ・ルイジアンよりリリースした。

### 後年の活動
2000年ごろ、ストームはリル・バンド・オ・ゴールドに加入。このバンドはギタリストのC.C.アドコック、マムー・プレイボーイズのアコーディオニストのスティーヴ・ライリー、フィドラーのデイヴィッド・グリーリー、ペダル・スティール・ギターのリチャード・コモウ、フィレのピアニスト、デイヴィッド・イーガンをメンバーとするオールスター・バンドだった。
2010年9月5日、ルイジアナ州マークスヴィルのパラゴン・カジノで、「ブギー・フォー・ザ・バイユー」と題された資金集めのイベントにおいてパフォーマンスを行なった際、ストームはルイジアナ音楽殿堂に迎え入れられた。
ストームは、2024年に公開されたボビー・チャールズのドキュメンタリー映画『ボビー・チャールズ 極楽の歌 (In a Good Place Now: The Life & Music of Bobby Charles)』に出演している。

### 死去
ストームは2021年9月7日、心不全のため84歳で死去した。8月中旬より、新型コロナ感染症の治療のため入院していた。

## ディスコグラフィー

### リーダー・アルバム
- 1964年 『The Shondells At The Saturday Hop』  (La Louisianne) with the Shondells
- 1974年 『At Last...』 (Showtime)
- 1978年 『Family Rules』 (Crazy Cajun)
- 1980年 『Sincerly』 (Master-Trak)
- 1984年 『Heart N' Soul』 (South Star)
- 1989年 『Cajun Born』 (La Louisianne) with Johnny Allen and Clint West
- 1992年 『Night After Night』 (Jin)
- 1997年 『Take Me One More Time』 (Star Recordings)
- 1999年 『Live And In The Studio: The Godfather Of Swamp Pop』 (Swamp Pop)
- 2002年 『The Godfather Of Swamp Pop』 (HLE)
- 2003年 『Dust My Broom』 (St. George)
- 2012年 『Swamp Pop Jukebox』 (Jin) with Willie Tee & Cypress
- 2018年 『Country By Storm』 (Jin)
- 2019年 『Taking The World, By Storm』 (APO)
- 2020年 『Warren Storm with Herb Landry & The Serenaders, Live 1957』 (Swamp Pop Records)

### コンピレーション
- 1978年 『Warren Storm & Johnny Allen』 (Crazy Cajun) with Johnny Allen
- 2000年 『King Of The Dance Halls (The Crazy Cajun Recordings)』 (Edsel)
- 2015年 『The Bad Times Make The Good Times: Classic Texas Recordings 1964-1986』 (Ace)

### リル・バンド・オ・ゴールド
- 2000年 『Lil’ Band O’ Gold』 (Shanachie)
- 2010年 『The Promised Land: A Swamp Pop Journey!』 (Room 609)
- 2012年 『Plays Fats』 (Dust Devil)